# Tincry
Tincry é uma comuna francesa na região administrativa de Grande Leste, no departamento de Mosela. Estende-se por uma área de 8,47 km². Em 2010 a comuna tinha 179 habitantes (densidade: 21,1 hab./km²).